# 6768 Mathiasbraun
6768 Mathiasbraun è un asteroide della fascia principale. Scoperto nel 1983, presenta un'orbita caratterizzata da un semiasse maggiore pari a 2,3798016 UA e da un'eccentricità di 0,1975830, inclinata di 2,19645° rispetto all'eclittica.